# Tiro nos Jogos Olímpicos de Verão da Juventude de 2014 - Pistola de ar 10 m masculino
As provas de Tiro - Pistola de ar a 10 m feminino nos Jogos Olímpicos de Verão da Juventude de 2014 decorreram a 18 de Agosto de 2014 na Base de Treinos de Desportos de Fangshan em Nanquim, China. O ucraniano Pavlo Korostylov foi campeão Olímpico, na frente de Kim Cheongyong da  Coreia do Sul foi medalha de Prata e Edouard Dortomb da França conquistou o Bronze.

## Medalhistas
| Ouro   | UKR Pavlo Korostylov |
| Prata  | KOR Kim Cheongyong   |
| Bronze | FRA Edouard Dortomb  |

## Resultados da final
| Pos.              | Atirador                | Pontuação |
| ----------------- | ----------------------- | --------- |
| Medalha de ouro   | UKR Pavlo Korostylov    | 203.4     |
| Medalha de prata  | KOR Kim Cheongyong      | 199.8     |
| Medalha de bronze | FRA Edouard Dortomb     | 178.6     |
| 4                 | BUL Aleksandar Todorov  | 156.0     |
| 5                 | ARM Zaven Igityan       | 137.4     |
| 6                 | UZB Vladimir Svechnikov | 117.6     |
| 7                 | CHN Jiayu Wu            | 98.1      |
| 8                 | KAZ Sukhrab Turdyyev    | 76.1      |